# Kościół Najświętszego Serca Pana Jezusa w Jastrzębcu
Kościół Najświętszego Serca Pana Jezusa w Jastrzębcu – zabytkowy rzymskokatolicki kościół filialny Parafii Luchów Górny w Jastrzębcu, w województwie podkarpackim.

## Architektura
Zbudowany ok. 1885 roku w konstrukcji zrębowej, posiada prosty rzut i bryłę jako budowla
jednonawowa z zamkniętym trójbocznie prezbiterium i przedsionkiem od zachodu. Nad nawą wieżyczka na sygnaturkę z ażurową latarnią. Ściany wzmocnione lisicami oszalowane są pionowo deskami z listwowaniem. We wnętrzu ściany i strop kaplicy ozdobione są iluzjonistyczną polichromią, a wokół okien neorokokowe malowidła ornamentalne imitujące snycerkę. 
Wewnątrz świątyni umieszczone są tablice upamiętniające zamordowanych mieszkańców Jastrzębca podczas II wojny światowej.

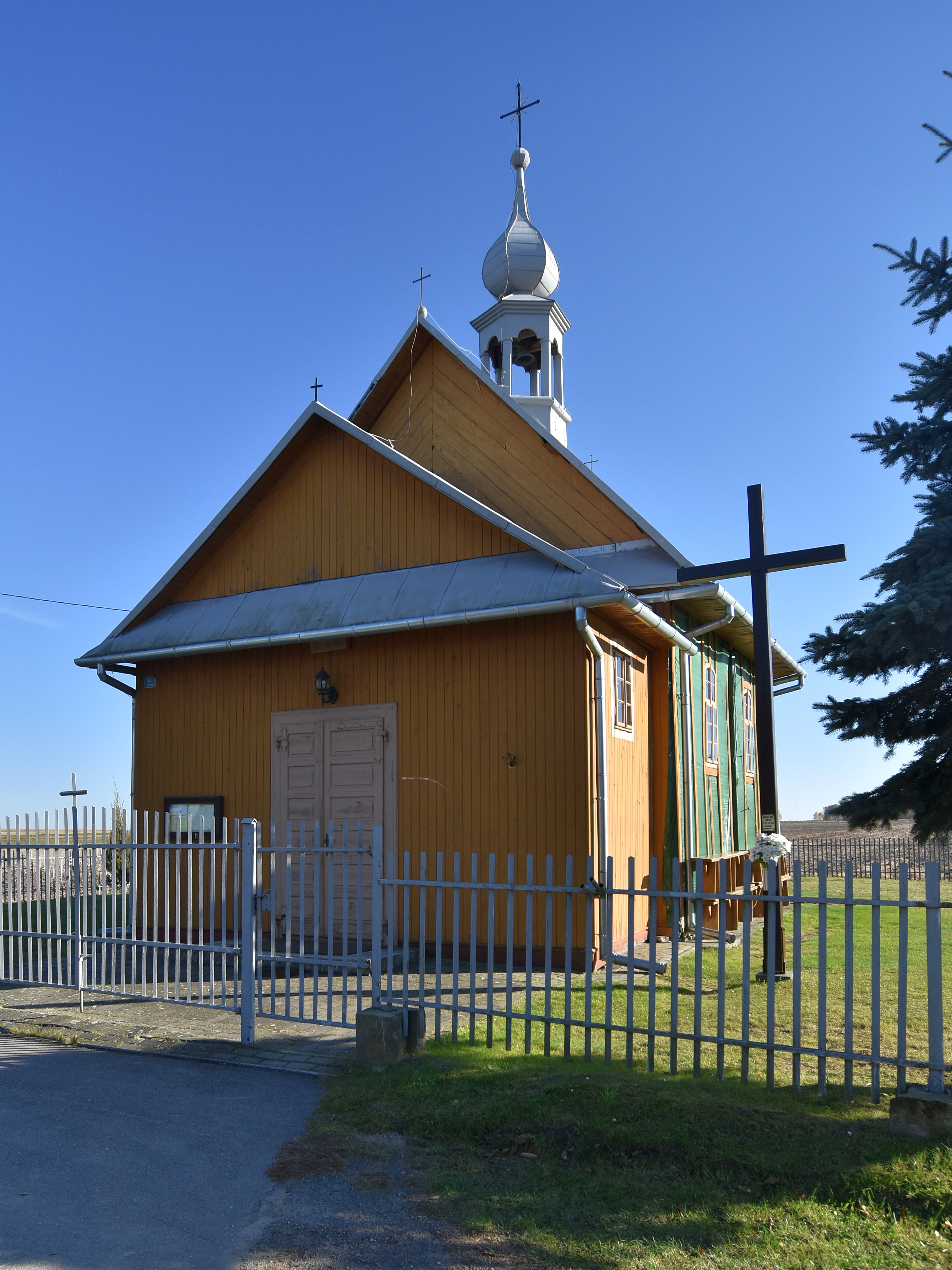
Elewacja frontowa
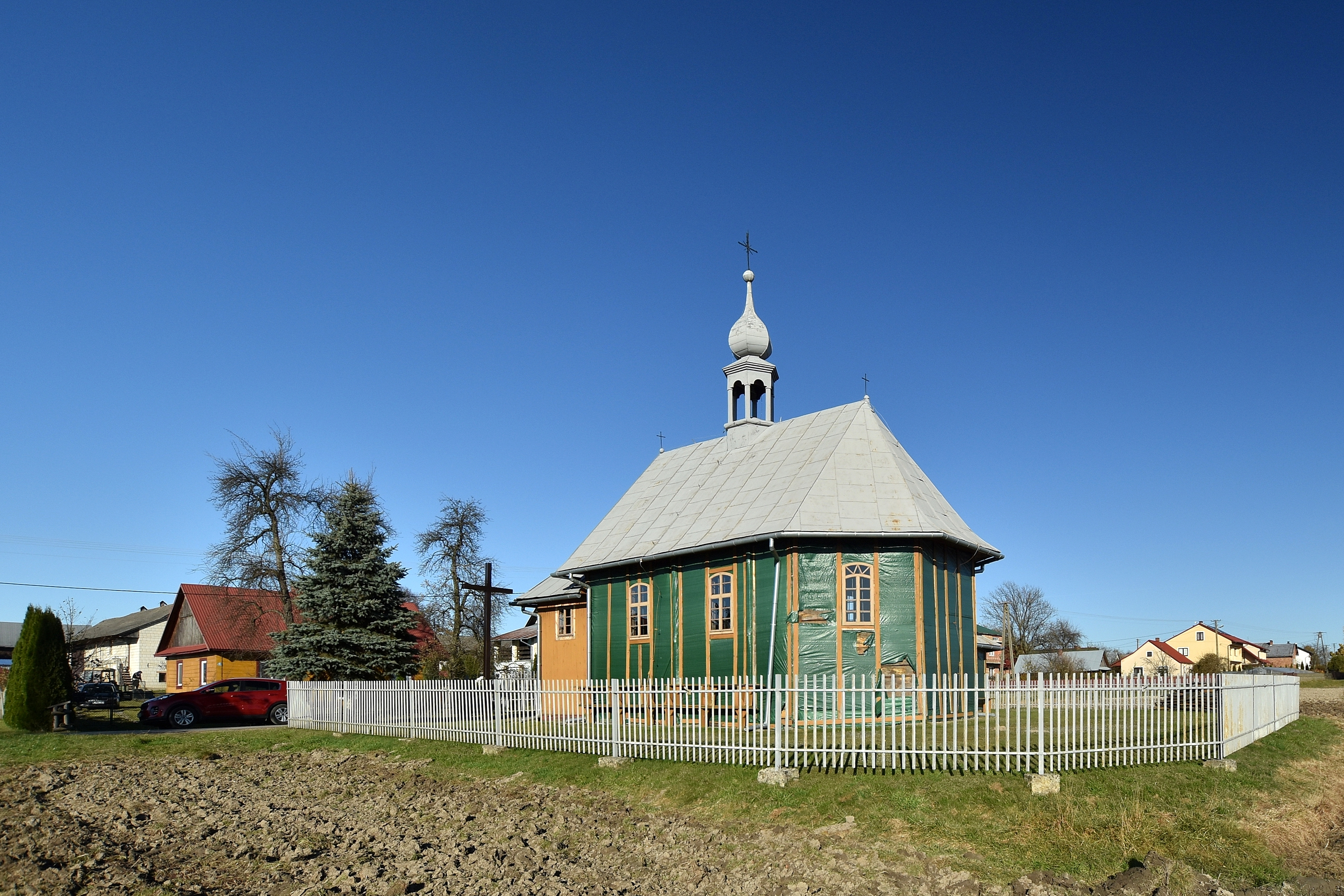
Widok ogólny